# Bakumatsu Gijinden Roman
Bakumatsu Gijinden Roman (幕末義人伝 浪漫?) es una serie de anime japonesa creada por el estudio TMS Entertainment, basada en el juego de pachinko CR Ginroku Gijinden Roman, utiliza diseños de personajes originales de Monkey Punch, creador de Lupin III.

## Argumento
La historia nos sitúa a finales del siglo XIX en Kioto. Manjiro tiene dos caras. De día trabaja ayudando a la gente de Kioto, pero por las noches se ampara en la oscuridad para arrebatar a los que abusan de su poder lo que le han quitado a la gente y así devolvérselo. Es “Roman”, el ladrón misterioso. Manjiro sin quererlo se verá involucrado en una conspiración a nivel nacional.

## Personajes
Roman (浪漫?)
Voz por: Kazuya Nakai
Es el protagonista principal que es conocido como "Nezumi Kozo" por la noche, cuando lucha contra las injusticias que se hacen a la gente del pueblo. Durante el día se le conoce como el Sr. Ayudante, ya que hace una gran cantidad de pequeños trabajos en la ciudad. No es muy bueno manejando el dinero, ya que al final del día derrocha todo su sueldo en el juego, por lo que su hermana Koharu no confía en él para dirigir su tienda de palillos decorativos por temor de que pueda utilizar las ganancias de la tienda para financiar su hábito de juego.
Koharu (小春?)
Voz por: Eri Kitamura
Es la hermana menor de Román, quien administra una tienda de palillos decorativos por el día. Por la noche ayuda a su heroico hermano, junto a su perro Sakura.